# Carpinus mengshanensis
Carpinus mengshanensis — вид квіткових рослин з родини березових. Поширення: Китай (Шаньдун).

## Середовище
Інформація про середовище існування або екологію цього виду обмежена